# Lucienne Stassaert
Lucienne Joseph Victorine Stassaert (Antwerpen, 10 januari 1936) is een Vlaams schrijver, dichter, vertaler, beeldend kunstenaar en pianiste. Ze schrijft in de traditie van de neo-experimentelen of Zestigers.  

## Biografie
Lucienne Stassaert werd geboren in Antwerpen, als enig kind van Jules Stassaert en Louiza Van Krieken. Ze bracht tussen 1942 en 1951 haar lager onderwijs en humaniora door bij de Soeurs de Notre Dame in Antwerpen, een Franstalige katholieke school. Daarna volgde ze van 1951 tot 1953 les in een privé-pianoschool waarna ze in 1953 haar studies aan het Koninklijk Muziekconservatorium begon te Antwerpen. Ze krijgt een beurs om zich voor te bereiden op de Koningin Elisabethwedstrijd en zou tot aan de dood van haar vader in 1965 optreden als concertpianiste. Het verwerken van de dood van haar vader en een doodobsessie in het algemeen, zijn motieven die in haar literaire oeuvre sterk aanwezig zijn. 

## Literair werk
Lucienne Stassaert begint eind 1961 met teksten te schrijven in het tijdschrift ‘Nul’ (1961-1965). In 1962 vindt ze aansluiting bij de neo-experimentelen of de Zestigers. In 1964 Debuteert ze met Verhalen van de jonkvrouw met de spade, in eigen beheer op 34 exemplaren. Dit boek bevat typische kenmerken van de experimentele literatuur in de zestiger jaren: een tekst zonder hoofdletters in een ongewone syntaxis, een woordenstroom die uit het onderbewuste is opgeborreld, een boek in stencil zonder paginering. De Labris-periode verschaft Lucienne Stassaert een plaats in de literatuurgeschiedenis als “Zestiger” en als “experimenteel en moeilijke schrijfster”. 
Vanaf de jaren '80 krijgt Lucienne Stassaert meer aandacht voor thematisch verwante kunstenaars over de oceaan. Ze schrijft een biografische roman over Edvard Munch en vertaalt tal van werken van onder meer Emily Dickinson, Sylvia Plath, Aphra Behn en Rachel Baes. 

## Werken[1]
- Verhalen van de jonkvrouw met de spade (1964)
- Camera Kraamkliniek (1967)
- Fossiel (1969)
- De houtworm (1970)
- Het dagelijkse feest (1970)
- De fiets (1971)
- De ladder (1971)
- Reis vandaag niet naar Amerika (1971)
- Het stenenrijk (1973)
- In de klok van de machine tikt een mens (1973)
- De blauwe uniformen (1974)
- Vergeten grens (1974)
- Best mogelijk (1975) (ANV-Visser Neerlandia-prijs)
- Een kleine zeeanemoon (1975)
- Elixir d'Anvers (1976)
- De sprekende gelijkenis (1978)
- Gedichten van de jonkvrouw met de spade (1978)
- Parfait amour (1979) (Arkprijs van het Vrije Woord)
- Verzamelde gedichten (1980)
- Nacht in Ekely (1983)
- Het zomeruur (1984)
- Karen (1985)
- Rui (1986)
- Driestromenland (1986) (Killa Kossa uitg. samen met Andreas Burnier)
- Requiem (1987)
- Naar Emily (1992)
- Blind vuur (1995)
- Tussen water en wind (1998)
- De lichtvoetige amazone (2000)[2]
- Bongobloesembloed (met Max Kazan, 1966)
- Mijn uren zijn met schaduw gehuwd (2000)
- Afscheidsliedjes (2001)
- Minne is wonderzoet in al haar stromen (2002)
- Weerwerk (2002)
- Als later dan nog bestaat (2003)
- Zie de duisternis lekt uit de scheuren (2003)
- In aanraking (bloemlezing, 2004)
- Goedemorgen middernacht (2005)
- Het vlas komt in de blomme (2006)
- In de laai van het vuur: Camille Claudel, een verhaal in verzen (gedichtenbundel, 2007)
- Keerpunt (gedichtenbundel, 2009)
- Drempeltijd (gedichtenbundel, 2011)
- Nabloei (gedichtenbundel, 2013)
- Souvenirs. Aantekeningen in de loop van de tijd (dagboekaantekeningen, 2014)
- Bestaan is een zegen voor mij (vertaalde poëzie, 2015)
- Zangvlucht (gedichtenbundel, 2016)
- Souvenirs II (dagboekaantekeningen, 2017)
- Brief aan de geliefde omtrent de dood (vertaalde poëzie, 2018)
- Souvenirs III (autobiografisch proza, 2019)
- Intermezzo (gedichtenbundel, 2019)
- Souvenirs IV. Dagboek 2018-2020. (autobiografisch proza, 2021)
- Nabeelden (poëzie, 2021)
- Het lied van de Sint-Paulusstraat (poëzie – vertaald, 2022)